# Rezerwat przyrody Półboru
Rezerwat przyrody Półboru – leśny rezerwat przyrody w gminie Sieradz, w powiecie sieradzkim, w województwie łódzkim, położony pomiędzy Sieradzem a Zduńską Wolą. Znajduje się na terenie Nadleśnictwa Kolumna, w obrębie leśnym Zduńska Wola i leśnictwie Dębowiec.
Zajmuje powierzchnię 56,83 ha. Został powołany Zarządzeniem Ministra Leśnictwa i Przemysłu Drzewnego z 24 listopada 1983 roku (M.P. z 1983 r. nr 39, poz. 230, § 12). Według aktu powołującego, celem ochrony jest zachowanie zbiorowisk leśnych dąbrowy świetlistej i fragmentów grądu oraz stanowisk roślin chronionych.
Według obowiązującego planu ochrony ustanowionego w 2013 roku (zmienionego w 2015), obszar rezerwatu objęty jest ochroną czynną.
Rezerwat jest położony na obszarze nizinnym, nieznacznie sfalowanym, na wysokości 150–159 m n.p.m. Ukształtowanie powierzchni tego terenu uformowało się podczas zlodowacenia środkowopolskiego, w wyniku działalności lądolodu warciańskiego.
Około 88% powierzchni rezerwatu zajmują grądy subkontynentalne, a 12% ciepłolubne dąbrowy.
Runo rezerwatu jest bogate, jednak wykazuje tendencję do zanikania gatunków – wcześniejsze inwentaryzacje, prowadzone w latach 1979–1981 i 1990–1991 przez Uniwersytet Łódzki, wykazywały, że rośnie tu ponad 300 gatunków roślin naczyniowych, jednak w trakcie prac nad planem ochrony rezerwatu stwierdzono występowanie jedynie 144 gatunków, w tym tylko jednego objętego ochroną ścisłą (lilia złotogłów) i jednego ochroną częściową (miodownik melisowaty). Z ciekawszych gatunków rosną tu także: bodziszek czerwony, bukwica zwyczajna, konwalia majowa, kokoryczka wonna i wielokwiatowa oraz przytulia Schultesa.

## Galeria

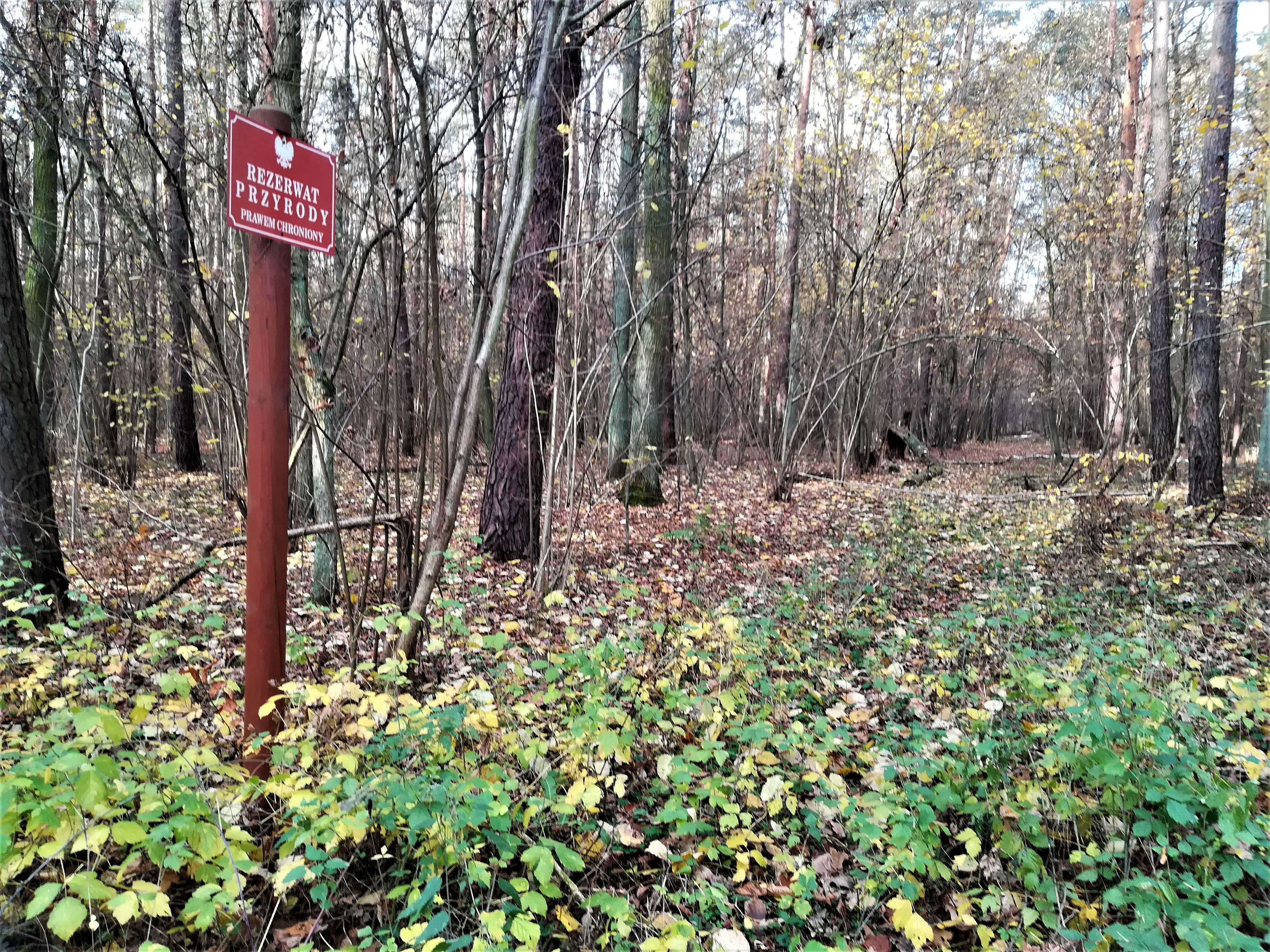
Tablica informacyjna
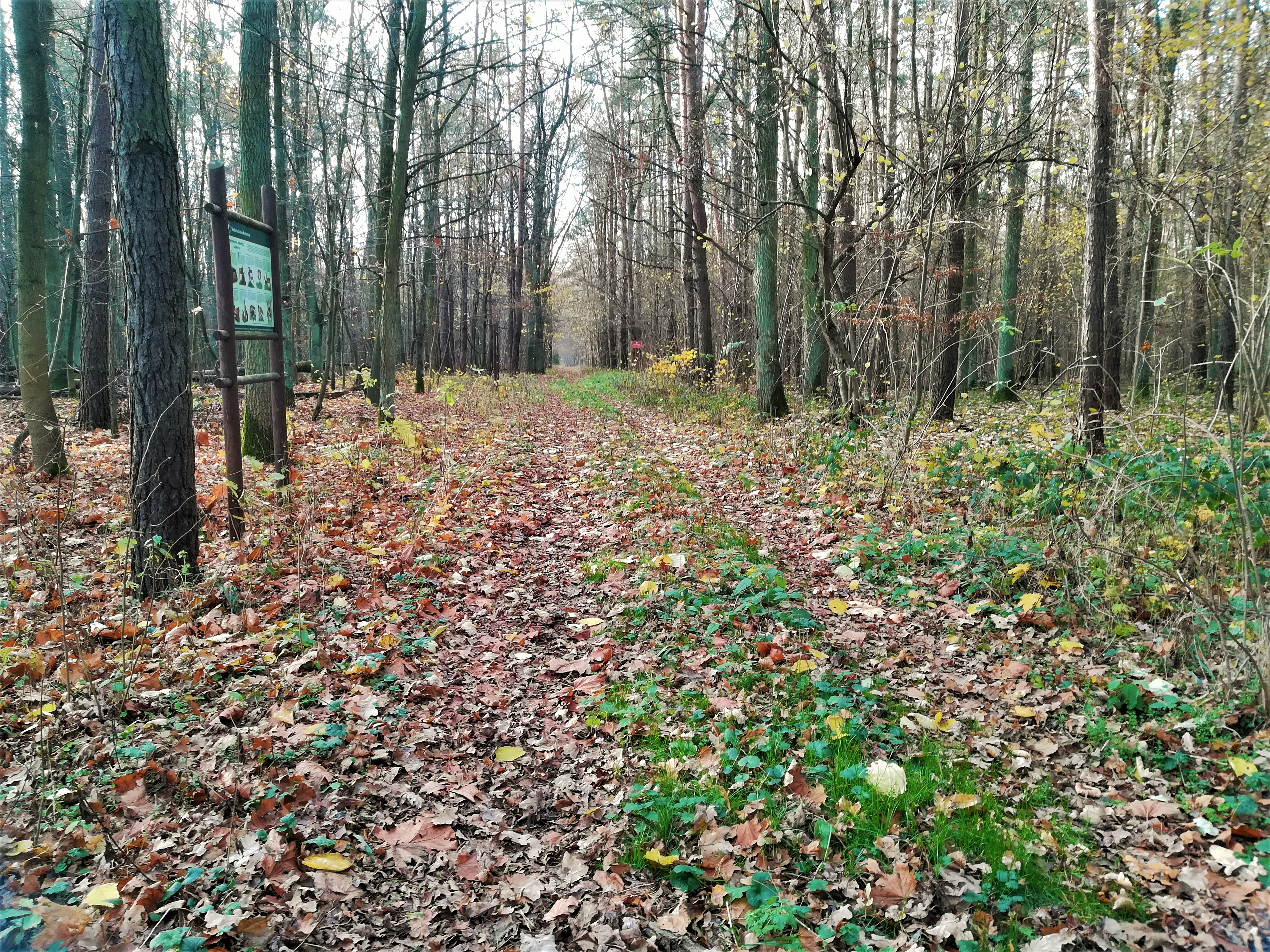
Jedna z dróg leśnych
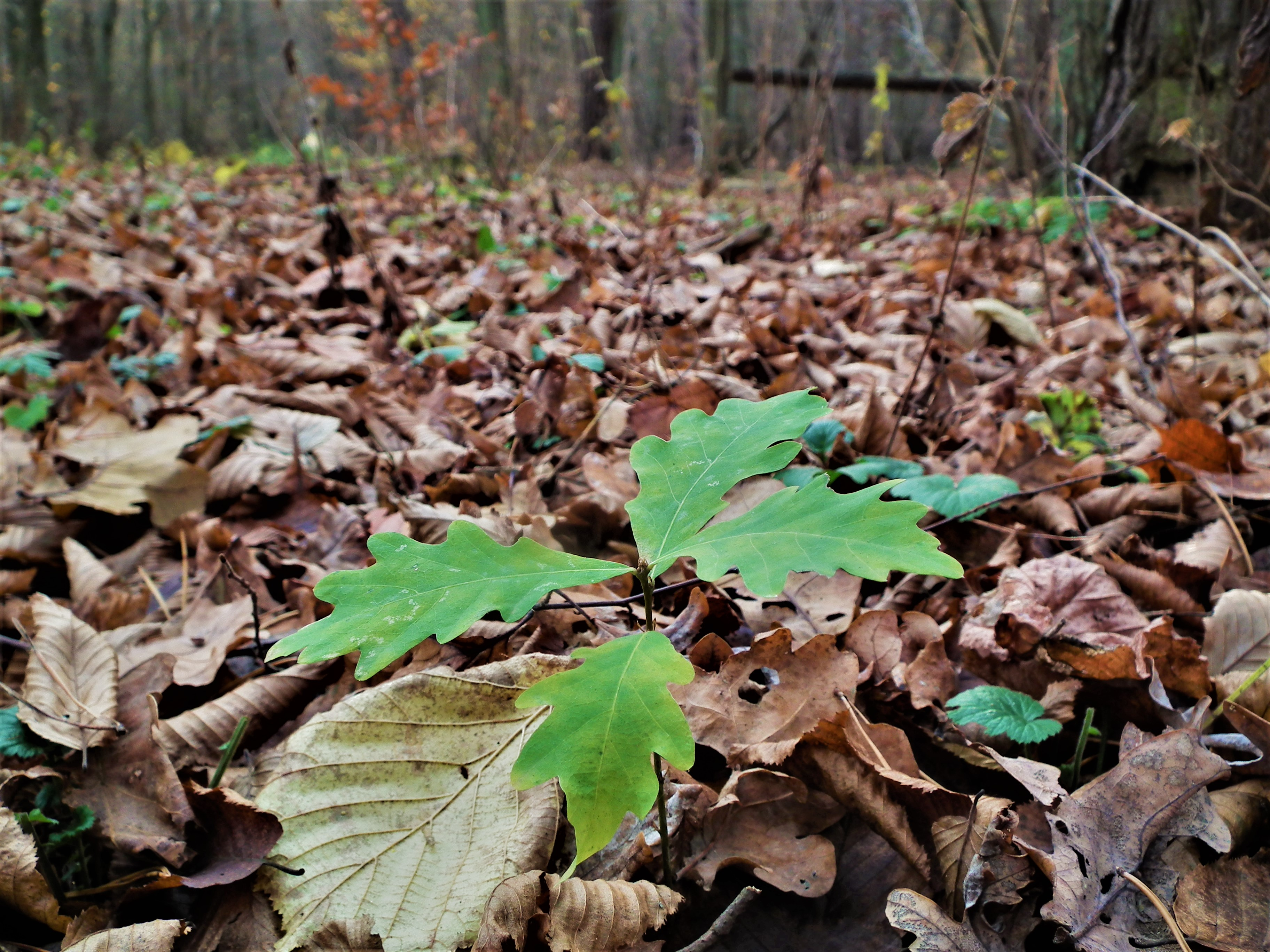
Siewka dębu